# Marion Posch
Marion Posch, née le 2 novembre 1972 à Vipiteno, est une snowboardeuse italienne. Elle compte deux victoires en championnats du monde.

## Palmarès

### Jeux olympiques
| Épreuve / Édition      | Nagano 1998 | Salt Lake City 2002 | Turin 2006 |
| Slalom géant           | 6e          | -                   | -          |
| Slalom géant parallèle | -           | 12e                 | 15e        |

### Championnats du monde
| Épreuve / Édition      | Lienz 1996 | San Candido 1997 | Berchtesgaden 1999 | Madonna di Campiglio 2001 | Kreischberg 2003 | Whistler 2005 |
| Slalom géant           | 7e         | 11e              | 45e                | 17e                       | -                | -             |
| Slalom parallèle       | 1re        | 4e               | 1re                | 10e                       | 16e              | 8e            |
| Slalom géant parallèle | -          | -                | 9e                 | 16e                       | 14e              | 14e           |

### Coupe du monde
- 2 petits globe de cristal :
  - Vainqueur du classement en parallèle  en 1995.
  - Vainqueur du classement en slalom en 1999.
- Meilleur classement en général : 4e (en 1996, 1998, 1999 et 2001)
- Meilleur classement en snowboardcross : 21e (en 1997)
- Meilleur classement en slalom géant parallèle : 4e (en 2002)
- Meilleur classement en slalom parallèle : 7e (en 2001)
- 43 podiums dont 16 victoires.